# Twierdza Çalxanqala
Twierdza Çalxanqala (azer. Çalxanqala qalası) – budowla obronna w Azerbejdżanie, w Nachiczewańskiej Republice Automonicznej, w rejonie Babək, około 22 km na północny zachód od Nachiczewanu, stolicy republiki, w pobliżu wsi (azer. kənd) Payız, na prawym brzegu rzeki Cəhriçay, na wysokim wzniesieniu.
Została zbudowana w epoce brązu, przy użyciu z kamiennych bloków, bez żadnych spoiw. Do czasów współczesnych przetrwał 450-metrowy odcinek muru zewnętrznego, wysoki na 2,5-3 m oraz szeroki na 2,7-3 m. W okresie funkcjonowania twierdzy wejście na jej teren możliwe było tylko od strony południowej. Prawdopodobnie była to główna twierdza związku plemiennego, który zawiązał się na terenie Nachiczewanu w drugim tysiącleciu przed naszą erą.
Od nazwy twierdzy nazwę wzięła położona na zachód od niej wieś Çalxanqala, w rejonie Kəngərli.